# کراتسینی
شهر کراتسینی در استان آتیک در کشور یونان واقع شده است که دارای جمعیت ۷۷٬۸۰۳  نفر می‌باشد.